# 出口勇蔵
出口 勇蔵（でぐち ゆうぞう、1909年1月23日 - 2003年4月2日）は、日本の経済学者。経済学博士（京都大学）。京都大学名誉教授。

## 略歴
京都市出身。1933年京都帝国大学経済学部卒。1938年京都大学経済学部助手、講師、助教授、1948年京都大学教授。1952年「経済学と歴史意識」で、経済学博士（京都大学）の学位を取得。1968年経済学史学会代表幹事。1972年定年退官、名誉教授、京都薬科大学教授、1984年名城大学教授。経済哲学・経済思想史を専攻した。

## 著書
- 『経済学と歴史意識』弘文堂 1943
- 『孫文の経済思想』高桐書院 1946
- 『経済学方法論の反省』有斐閣 大学講座叢書 1950
- 『経済とヒュウマニズム』有斐閣 大学講座叢書　1950
- 『マックス・ウェーバー批判』有斐閣 大学講座叢書　1950
- 『ウェーバーの経済学方法論』ミネルヴァ書房 社会科学選書　1964
- 『経済学と歴史意識』ミネルヴァ書房 社会科学選書　1968
- 『現代の経済学史』ミネルヴァ書房 社会科学選書　1968
- 『京都わが心の町』風媒社 1990

### 共著編
- 『ヒューマニズムと諸文化』下村寅太郎、片山正直、恒藤恭、長田新共著 みすず書房 1947 ヒューマニズム論
- 『経済学史』編 ミネルヴァ書房 1953
- 『経済学説全集 第6巻 歴史学派の批判的展開』編 河出書房 1956
- 『経済学と弁証法 ルカーチのヘーゲル研究』編 ミネルヴァ書房 社会科学選書 1956
- 『近世ヒューマニズムの経済思想 イギリス絶対主義の一政策体系』監修 有斐閣 京都大学総合経済研究所研究叢書 1957
- 『経済学原典テキスト』大塚久雄,内田義彦共編 學生社 1960
- 『経済学全集 第2　社会思想史』編 筑摩書房 1967
- 『経済学史入門』編 有斐閣双書 1969
- 『世界の思想家 ウェーバー』編 平凡社 1977

### 翻訳
- フィヒテ『封鎖商業国家論』弘文堂書房 1938
- 『世界大思想全集 [第2期] 第21 (社会・宗教・科学思想篇 第21(マックス・ウェーバー)』社会科学および社会政策の認識の「客観性」、職業としての学問 河出書房 1954
- ウェーバー『社会科学認識論』河出文庫 1955
- トーニー『宗教と資本主義の興隆 歴史的研究』越智武臣共訳 岩波文庫　1956-59
- ウェーバー『世界の大思想 第23巻 政治・社会論集』田中真晴、中村貞二、阿部行蔵、世良晃志郎,山田高生、清水幾太郎,清水礼子共訳 河出書房新社 1965
- 『世界の大思想 第2期 第7 (ウェーバー) 宗教・社会論集』松井秀親、安藤英治等共訳 河出書房 1968
- O.シュタマー編『ウェーバーと現代社会学 第15回ドイツ社会学会大会議事録』監訳 服部平治,筒井清忠,溝部明男訳　木鐸社 1976-80

### 記念論集
- 『社会科学の方法と歴史　出口勇蔵教授古稀記念論文集』行沢健三,田中真晴,平井俊彦,山口和男編 ミネルヴァ書房 1978